# Шахриар
Шахриар или Шахрияр (на персийски: شهریار или Šahryār) е литературен персонаж, ключов измислен герой на приказките Хиляда и една нощ, съпруг на Шехерезада, която му разказва истории всяка нощ за да избегне смъртна присъда. 

Легендата гласи, че е зъл и жесток султан. Тъй като не вярва във верността на жените, той ги убива след първата нощ, за да не позволи да му изневерят. Скоро остава само една девойка - дъщерята на неговия главен съветник. Когато разказва историите, Шехерезада винаги спира на най-интересния момент, за да има повод да ги доразкаже на следващия ден. Накрая, султанът привикнал към нейните приказки и истории и решил да я помилва.